# Rejon morkiński

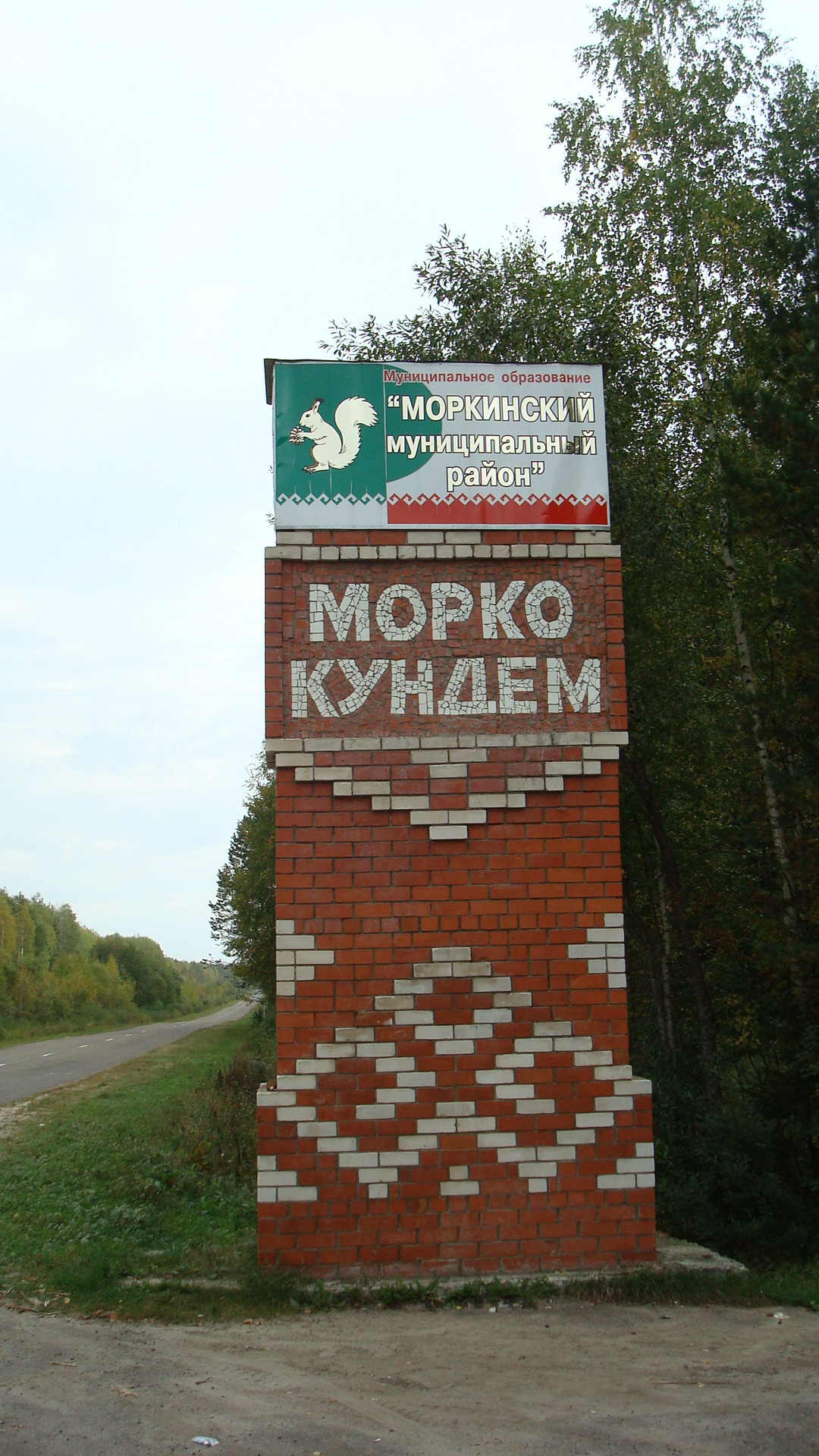
Морко кундем

Rejon morkiński (ros. Моркинский район, mar. Морко кундем) – rejon w należącej do Rosji nadwołżańskiej republice Mari El.
Rejon leży w południowo-wschodniej części republiki i ma powierzchnię 2272 km². 62% tego obszaru pokrywają lasy. 1 stycznia 2006 r. na obszarze rejonu żyło 33.980 osób. Ośrodkiem administracyjnym rejonu jest osiedle typu miejskiego – Morki, liczące 9.795 mieszkańców (2005 r.). Ponad 70% populacji stanowi ludność wiejska, gdyż 
oprócz Morek pozostałe ośrodki osadnicze w rejonie mają charakter wiejski.
Gęstość zaludnienia w rejonie wynosi 15 os./km²
Rejon utworzono 24 października 1924 r.